# رسيع أمعط
رُسَيع أمعط هو نوع عالمي من الدودة البحرية غير المقطعة من جنس رسيع وشعبة ديدان الفستق. يعيش في بحار البلاد الحارة والمعتدلة. يكثر وجوده في البحر الأبيض المتوسط. طوله نحو ١٦ سم. ثوبه إلى الشقحة السمراء المُواج.

## الاستخدامات
هذه النوع من الديدان يؤكل في مناطق من جنوب الصين وفي فيتنام.

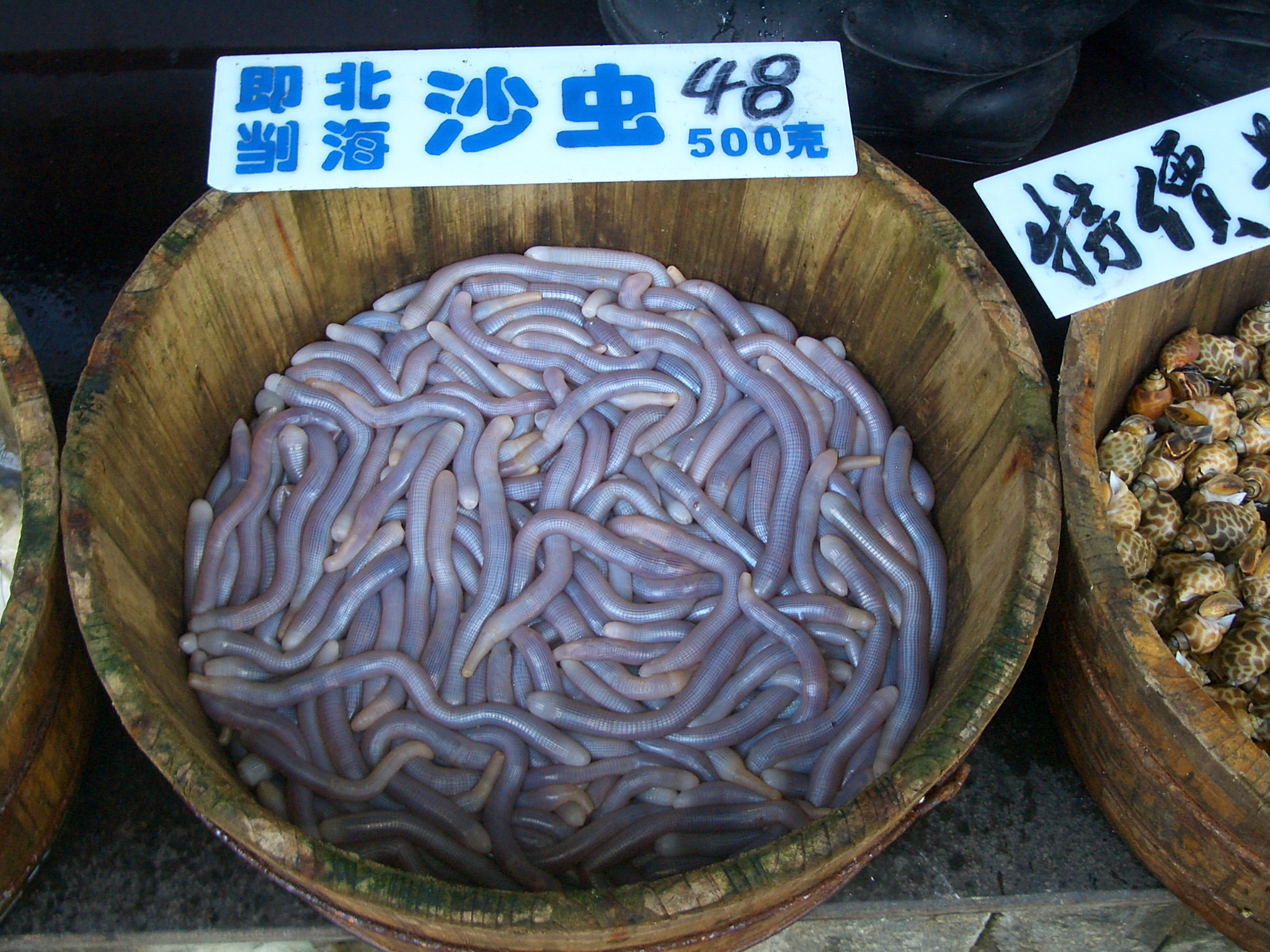
للبيع في Guangzhou

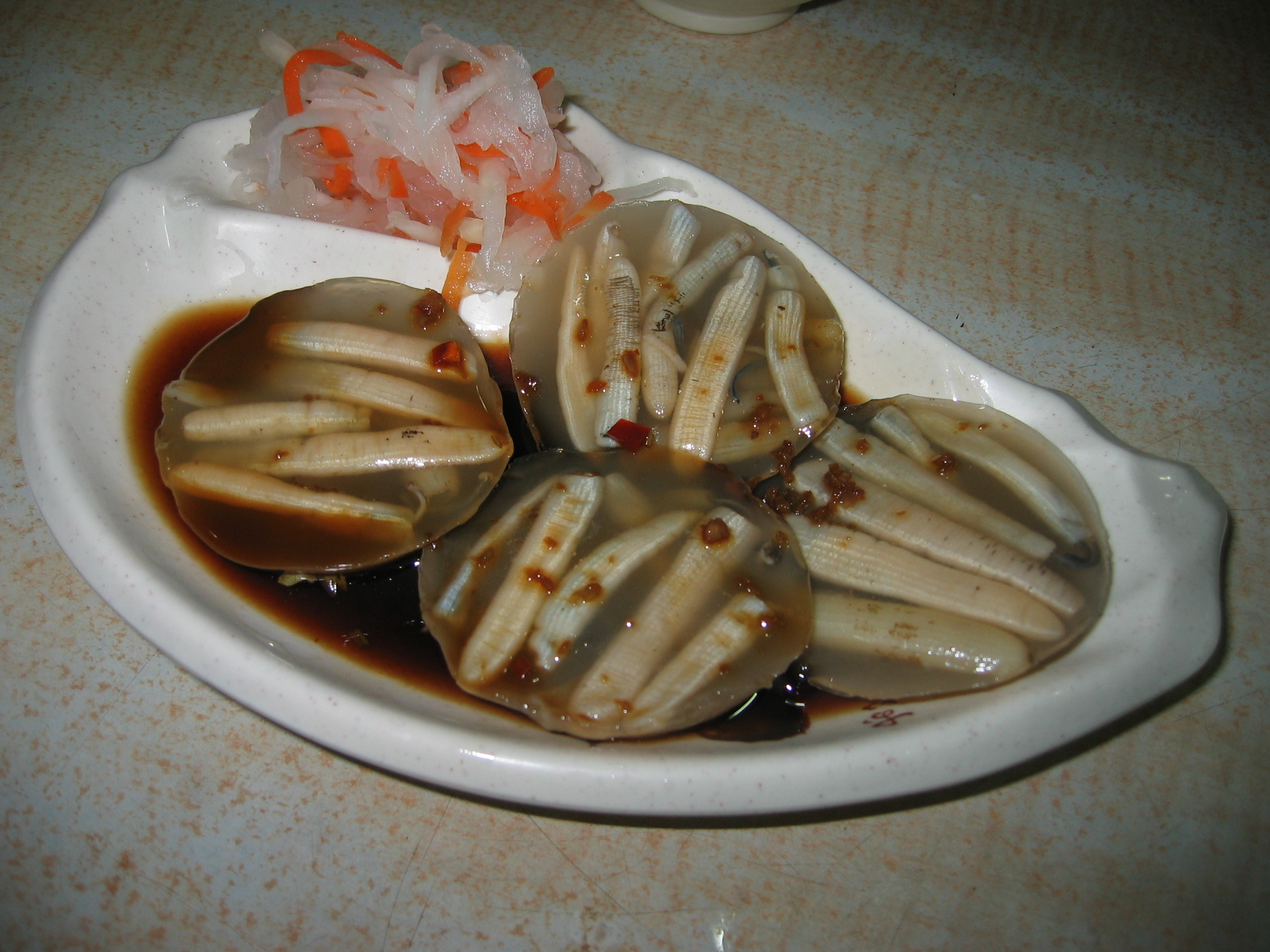
طبق من شيامن من رسيع أمعط